# Audi A8 D4
Audi A8 D4 — це третє покоління автомобіля класу «люкс» Audi A8 була представлена 1 грудня 2009 року на дизайн-шоу в Маямі (Design Miami). Серійний випуск нової Audi A8 починається в 2010 році.
Прем'єра нового покоління в Європі відбулася на Женевському автосалоні 2010 року. Новий A8 «підріс» на 10 см до 5,15 м. Дизайн Audi A8 практично не змінився, за винятком більш вираженою лінії виштамповки, що іменується «лінією торнадо», що проходить уздовж бічної частини кузова. Побачила світ у 2010 році базова модель Audi A8 оснащується 6-циліндровим двигуном 2,8 л FSI і варіатором CVT (multitronic). Модульна платформа з поздовжнім розташуванням силового агрегату забезпечує компактність конструкції, що дозволило змістити передню вісь Audi A8 на 15 см вперед. Одночасно це дозволило поліпшити розподіл ваги між вісями.
В 2013 році модель оновили, змінивши зовнішній вигляд і оснащення.

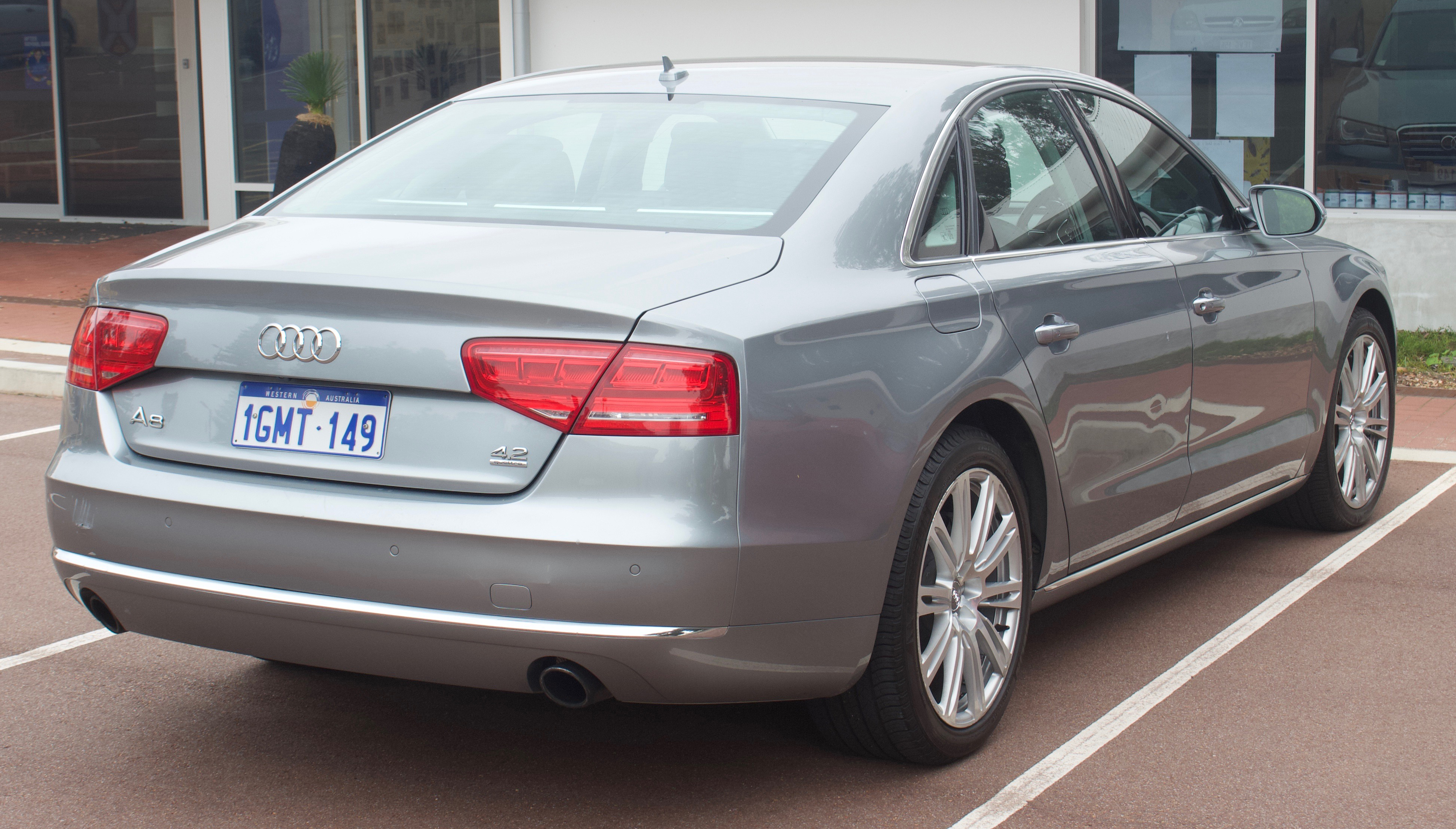
Audi A8 III 4.2 quattro (2010-2013)

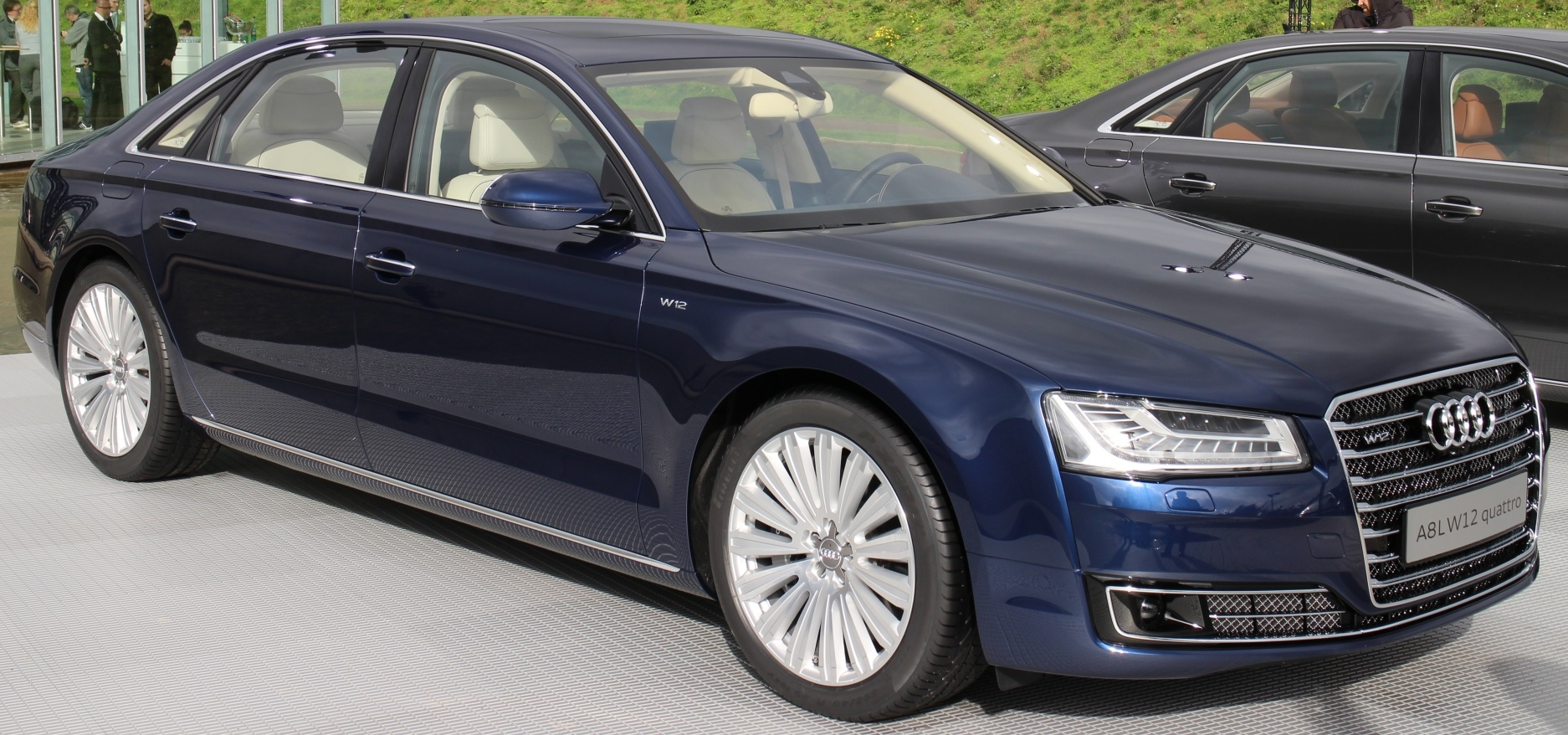
Audi A8L III 3.0 TDI (2013-2017)

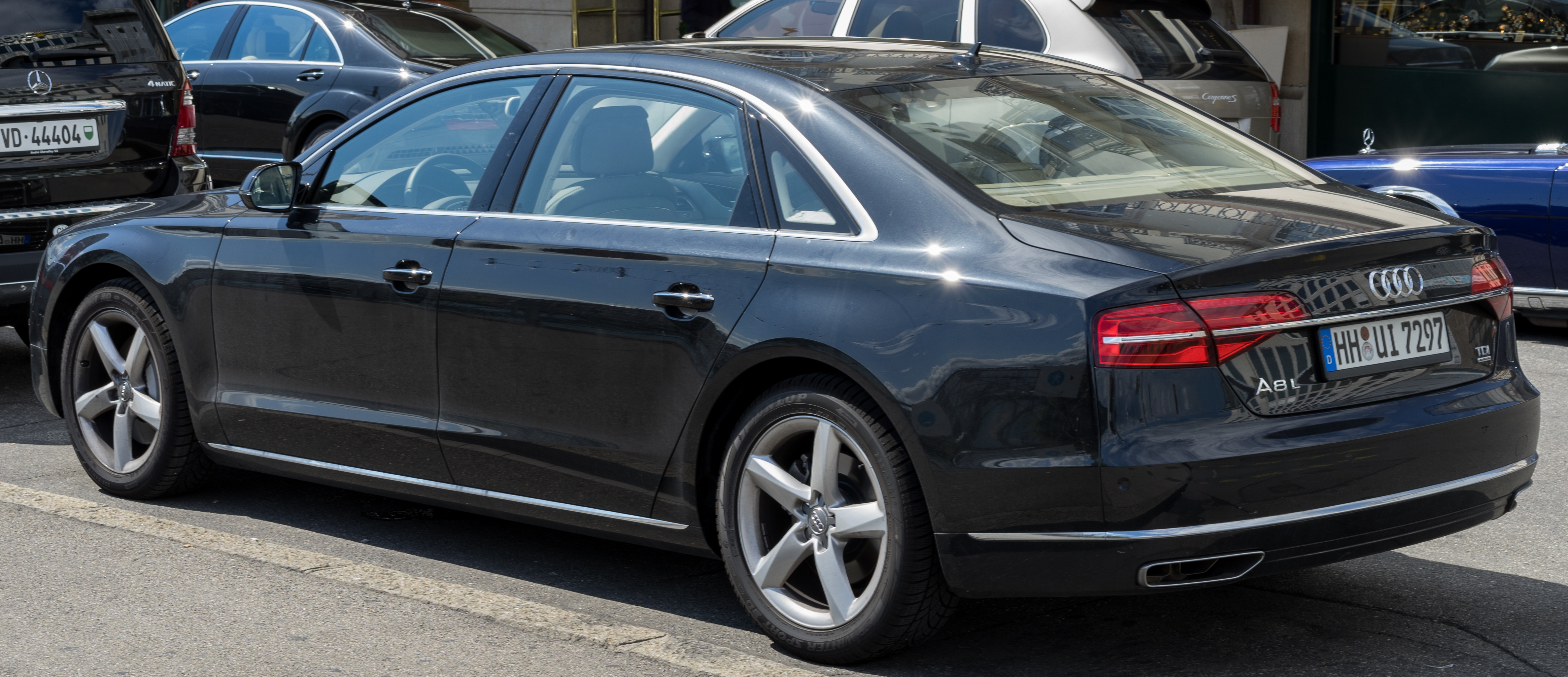
Audi A8L III 3.0 TDI (2013-2017)

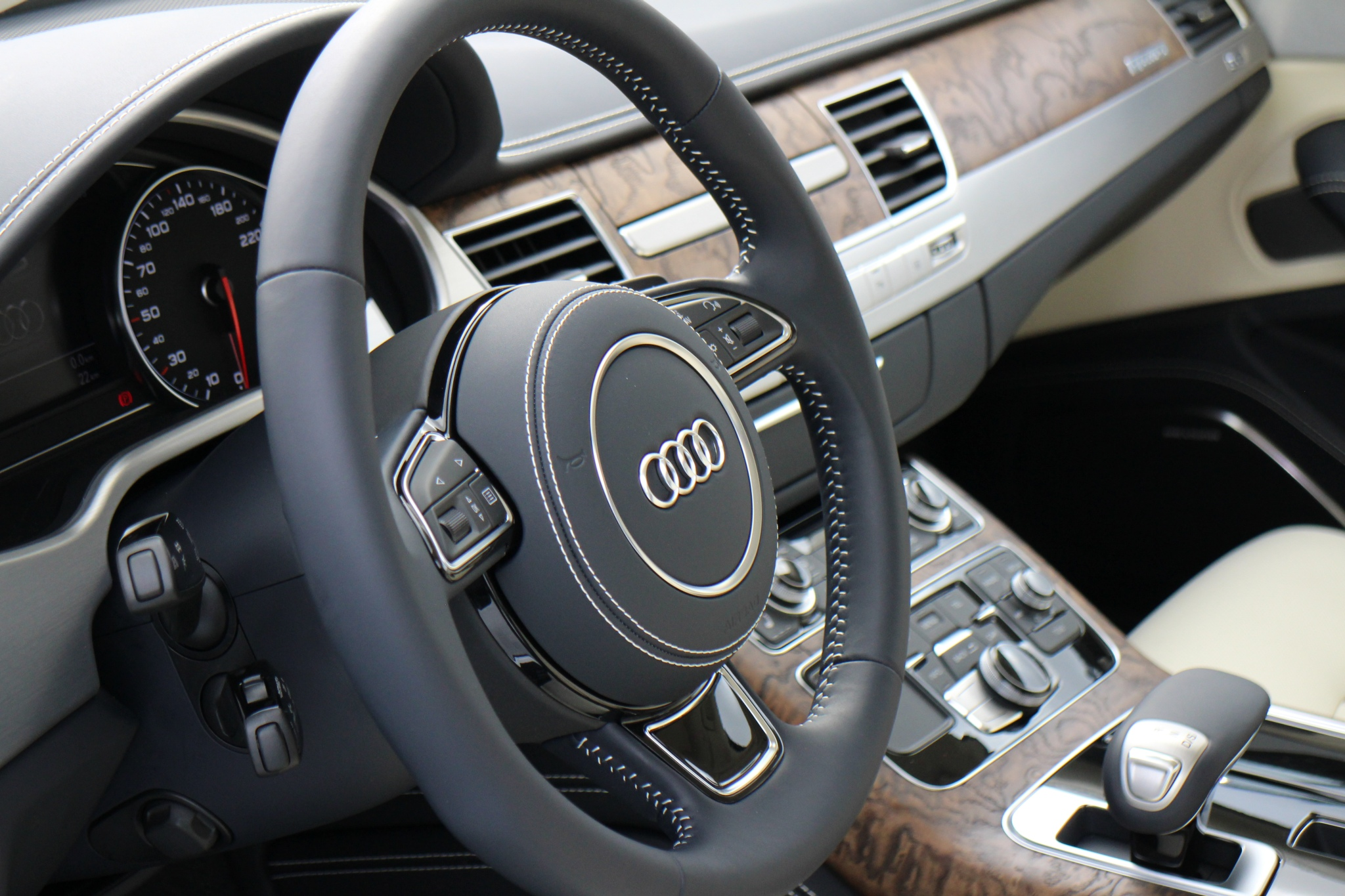

## Кузов
Алюмінієвий кузов Audi A8 D4 на вісім сантиметрів довший, ніж його попередник. Версія з короткою колісною базою має 5,14 м, з довгою колісною базою 5,27 м. У порівнянні з її конкурентами, A8, незважаючи на збільшення ваги в порівнянні зі своїм попередником,є однією з найлегших моделей у своєму класі, тільки Jaguar XJ легший. Коефіцієнт лобового опору становить 0,26.

## Двигуни
Бензинові:
- 2.0 TFSI I4 252 к.с., 370 Нм
- 2.5 FSI V6 204 к.с., 250 Нм (Китай)
- 3.0 TFSI V6, 2995 см3 (290 к.с./213 кВт, 420 Нм)
- 4.2 FSI V8, 4163 см3 (372 к.с./273 кВт, 445 Нм)
- 6.3 FSI W12, 6299 см3 (500 к.с./367 кВт, 625 Нм)[7]

Дизельні:
- 3.0 TDI DPF V6, 2967 см3 (250 к.с./184 кВт при 4000–4500 об/хв, 550 Нм 1500–3000 об/хв)
- 4.2 TDI DPF V8 4134 см3 (350 к.с./257 кВт при 4000 об/хв, 800 Нм при 1750–2750 об/хв)

Дизельні з технологією SCR Clean diesel EU6
- 3.0 TDI DPF SCR V6 EU6 (258 к.с./190 кВт при 4000-4250 об/хв, 580 Нм при 1750-2500 об/хв)
- 4.2 TDI DPF SCR V8 4134 см3 EU6 (385 к.с./283 кВт при 3750 об/хв, 850 Нм при 2000-2750 об/хв)

## Hybrid

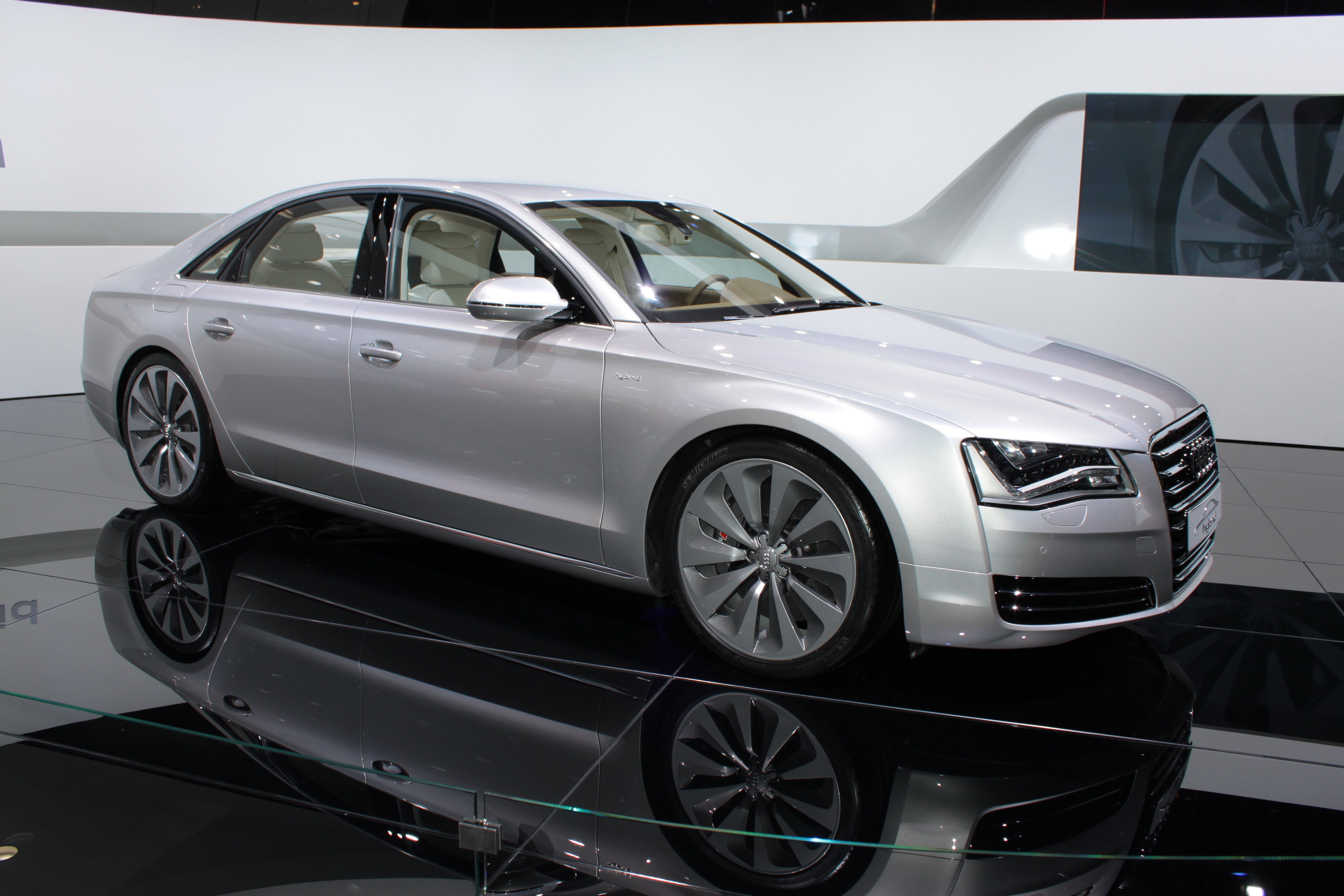
Audi A8 D4 Hybrid

Компанія Audi продемонструвала на Женевському мотор-шоу 2010 року концепт A8 Hybrid. В продаж автомобіль надійшов в квітні 2012 року.
Під його капотом розміщений а саме електромотор і дволітровий бензиновий двигун TFSI. Бензиновий 2,0 TFSI розвиває 211-к.с. (350 Нм), а електромотор — 45 к.с. Згадані мотори можуть рухати седан по трасі як кожен окремо, так і спільно. Їх сукупні показники — 245 к.с. 480 Нм. 
Потужна літієво-іонна батарея, від якої живиться електромотор, розміщена в задній частині автомобіля. Таким чином, корисний об'єм багажного відділення скоротився з 510 до 400 л.  
Розгін до сотні займає у автомобіля  7,5 с (проти 5,5 с у бензинової і 5,7 с у дизельної версії А8), тоді як зниження максимальної швидкості не настільки помітно: було 250 км/год, стало 235. 
У середньому гібридний седан споживає 6,2 л пального на 100 км — майже стільки ж, скільки дизельна А8 у режимі «Траса». Викиди СО2 — 144 гр/км. У місті авто при необхідності може пересуватися, не виділяючи вуглекислого газу, на одній батареї. Щоправда, зі швидкістю не більше 65 км/год і максимум на відстань двох кілометрів.

## Зовнішні посилання
Офіційний сайт Audi A8 [Архівовано 13 грудня 2009 у Wayback Machine.]

## Виноски
1. ↑  Технічні характеристики Audi A8 D4. Архів оригіналу за 27 березня 2010. Процитовано 16 березня 2010.
2. ↑  Габаритні розміри Audi A8 D4. Архів оригіналу за 27 березня 2010. Процитовано 16 березня 2010.
3. ↑  Фирма Audi показала, на что пошли лишние сантиметры в седане A8 L. Архів оригіналу за 18 квітня 2010. Процитовано 18 квітня 2010.
4. ↑  Нова модель A8 на стор. концерну Audi. Архів оригіналу за 13 грудня 2009. Процитовано 16 березня 2010.
5. ↑  Audi AG: Світова прем'єра нової Audi A8. Архів оригіналу за 28 листопада 2009. Процитовано 16 березня 2010.
6. ↑  Karosserie-Audi A8 [Архівовано 3 січня 2014 у Wayback Machine.] (нім.) 22.12.2010
7. ↑  Audi A8 — теперь и W12. Архів оригіналу за 19 квітня 2010. Процитовано 16 квітня 2010.
8. ↑  Фирма Audi представила концепт бензоэлектрического седана A8 Hybrid. Архів оригіналу за 8 квітня 2010. Процитовано 18 квітня 2010.